# ناغويا غرامبوس
ناغويا غرامبوس ايت (باليابانية: 名古屋グランパスエイト) (بالإنجليزية: Nagoya Grampus Eight)‏، فريق كرة قدم ياباني، يلعب في دوري الدرجة الأولى في الدوري الياباني. يقع في مدينة ناغويا، وتأسس في العام 1939 تحت اسم شركة تويوتا موتور. فريق ناغويا هو واحد من خمسة فرق فقط والتي تنافس بقوة في دوري الدرجة الأولى الياباني لكرة القدم في كل عام منذ إنشائها الجديد في عام 1993.

## وصف النادي
اسم الفريق «غرامبوس» من دلفيني الغرامبوس الذهبيين الذين يتربعا على أعلى برج قلعة ناغويا، والذي هو عبارة عن حيوان أسطوري يعتبر رمزا لمدينة ناغويا وهذا الفريق دربه ارسين فينجر

## أهم اللاعبين الذين لعبوا للعين خلال تاريخه
- جوشوا كينيدي
- لويس كارلوس بونبوناتو جولارت
- فالدو فيليو
- ماركيز باتيستا دي أبريو
- ألكسندر توريس
- بيتا
- أندري باناديتش
- غاري لينيكر
- جيرالد باسي
- إيغور بورنازوفيتش
- فرودي جونسين
- دراغان ستويكوفتش
- دراغيسا بينيتش
- ماريك شبيلار
- ميليفوي نوفاكوفيتش

## وصلات خارجية
- الموقع الرسمي